# Arthur Seidl

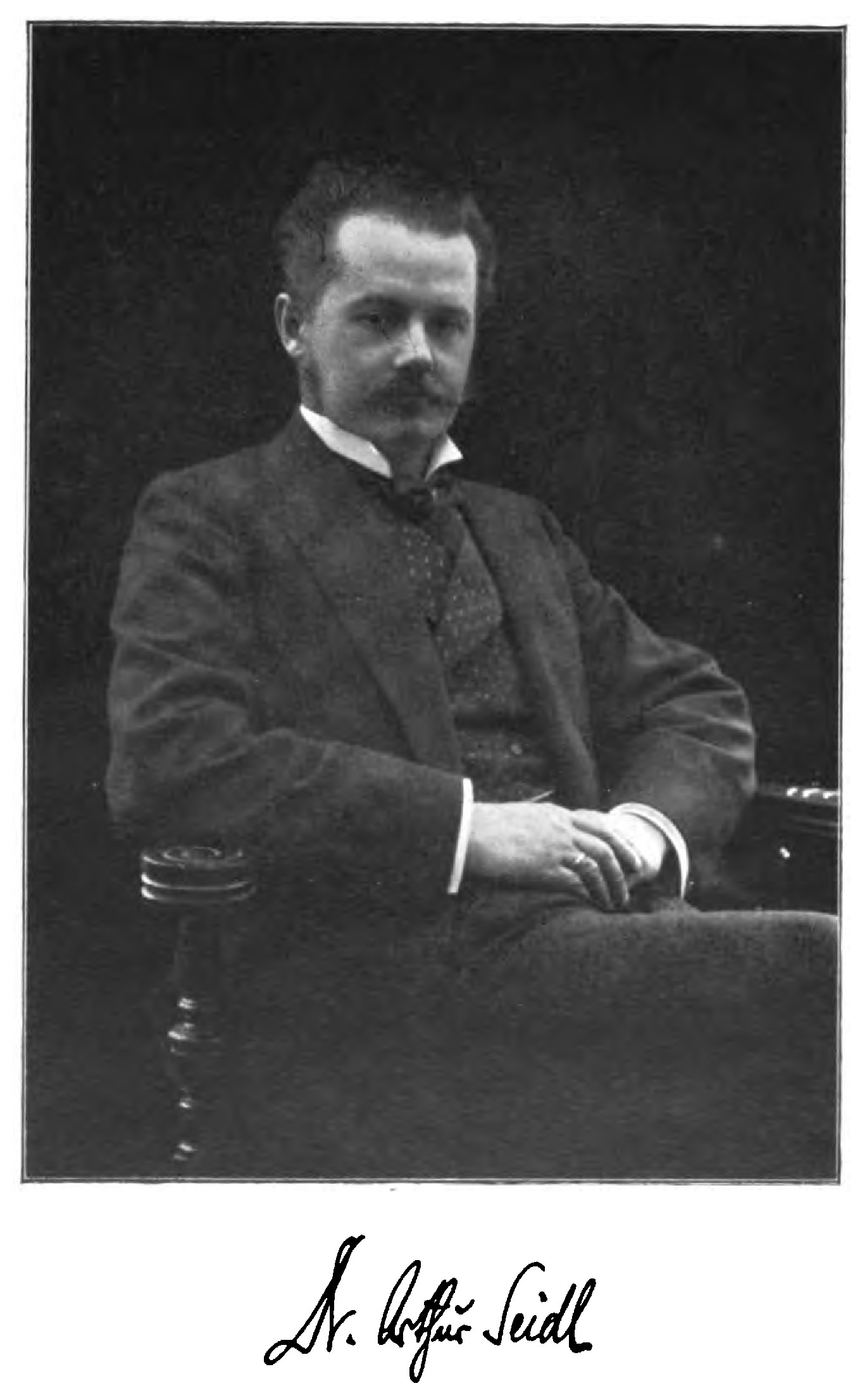
Arthur Seidl

Arthur Seidl (* 8. Juni 1863 in München; † 11. April 1928 in Dessau) war ein deutscher Schriftsteller und Dramaturg.
Seidl studierte an den Universitäten München, Tübingen, Berlin und Leipzig und konnte sein Studium 1887 erfolgreich mit einer Promotion abschließen. Begleitend zu seinem Studium erlernte Seidl in München und in Regensburg die Instrumente Cello und Klavier und vertiefte sich in die Kompositionslehre.
Nach seinem Studium wirkte Seidl als Redakteur an verschiedenen Zeitschriften und Zeitungen; u. a. Deutsche Wacht, Die Moderne, Münchener Neueste Nachrichten und Neueste Hamburger Nachrichten.
Zwischen 1898 und 1899 war Seidl am Nietzsche-Archiv in Weimar tätig. In diesen Jahren konnte er sich auch als Spezialist für Richard Wagner profilieren.
Ab 1904 betraute man Seidl mit einem Lehrauftrag am Konservatorium in Leipzig. Bereits 1903 hatte Seidl einen Ruf als Dramaturg am Hoftheater Dessau angenommen und blieb dies bis zu seinem Tod im Alter von 64 Jahren am 11. April 1928.

## Werke (Auswahl)
- Zur Geschichte des Erhabenheitsbegriffes seit Kant. 1889.
- Moderner Geist in der deutschen Tonkunst. Berlin, 1901.
- Festschrift zum 50jährigen Bestehen des ‚Allgemeinen Deutschen Musikvereins‘. 1911.
- Straußiana. Leipzig, 1913.
- Neue Wagneriana: gesammelte Aufsätze und Studien. Regensburg, 1914. Bd. 1–3.
- Hans Pfitzner. C.F.W. Siegel's Musikalienh. (R. Linnemann), Leipzig 1920, urn:nbn:de:bsz:14-db-id18883975863.
- Neuzeitliche Tondichter und zeitgenössische Tonkünstler. Bd. 1, Regensburg 1906; Bd. 2 1936.